# أشلاند (ويسكونسن)
أشلاند (بالإنجليزية: Ashland (town), Wisconsin)‏ هي بلدة تقع في Ashland بولاية ويسكونسن في الولايات المتحدة. تبلغ مساحتها 107 (كم²)، وترتفع عن سطح البحر  م، بلغ عدد سكانها 594 نسمة في عام 2010 حسب إحصاء مكتب تعداد الولايات المتحدة .

## وصلات خارجية
- The US50 - Cities and Towns in Wisconsin State
- Wisconsin Cities and Towns, Facts, Map, Flag, Colleges, Government, and More